# Имам баялды
Има́м баялды (тур. İmambayıldı, «имам байылды» — дословно «имам упал в обморок») — блюдо турецкой, болгарской, а также некоторых других национальных кухонь Балканского региона.
Представляет собой половинки баклажанов, фаршированные тушёными на растительном масле (традиционно — на оливковом) помидорами, луком и чесноком. Состав начинки может незначительно меняться, но она, как правило, остаётся овощной. Под немного искажённым названием имам баялды широко известно в Болгарии, Израиле, Армении, Северной Македонии, Греции, Албании и арабском мире. Подобное блюдо популярно и в Иране, хотя в местном рецепте к начинке могут быть добавлены другие овощи и травы. В современности блюдо консервируют в банках на зиму и для продажи — в этом случае баклажаны не фаршируются, а являются просто одним из компонентов овощной смеси.
Если в имам баялды добавить мясной фарш, то он становится другим блюдом, которое называется карныярык (переводится как «распоротый живот»). 
В греческой кухне существует похожее блюдо — Мелидзана папуцакья.

## Происхождение названия
Название, предположительно, происходит из легенды о турецком имаме, который упал в обморок от аромата, когда его жена преподнесла ему это блюдо. Другие версии рассказывают весёлую историю, что он потерял сознание, услышав стоимость ингредиентов или количество использованного масла, необходимого для приготовления этого блюда.
Также в народной сказке рассказывается, как один имам женился на дочери торговца оливковым маслом. Её приданое состояло из двенадцати банок самого лучшего оливкового масла, из которого она каждый вечер готовила ему блюдо из баклажанов с помидорами и луком. Но на тринадцатый день на столе блюда не оказалось. И когда имаму сообщили, что оливкового масла больше нет, он упал в обморок.

## В литературе
В романе «Смерть хлыща» (1969 г.) Рекса Стаута главный герой, детектив Ниро Вульф, толстяк и гурман, приветствует своего помощника Арчи Гудвина, который только что освободился из-под ареста: «…Да, ты и впрямь вовремя. Мистер Степанян как раз заканчивает готовить свое любимое блюдо, „хункав беянди“. Рецепт придумали в Армении, но турки уверяют, что знают его со времен Магомета. Это кебаб с фаршированными баклажанами, которые турки называют „имам бейлди“ — головокружительный имам. Лук, обжаренный в масле, помидоры, чеснок, соль и перец. В тюрьме было грязно?» (переводчик А. В. Санин. Имеет место неточность перевода: оригинальное 'swooning Imam' («головокружительный имам») следовало бы перевести дословно как «имам, упавший в обморок»).